# Пурпурный цвет
Пурпурный цвет — один из группы неспектральных цветов. Естественным эталоном для него является пурпур древних, такой цвет можно получить, смешивая синий (или фиолетовый) цвет с красным (см. иллюстрацию).

## Уточнения определений пурпурного цвета
В колориметрии к пурпурным относят гамму цветов, полученных при смешивании красного цвета с синим или фиолетовым. В системе CMYK пурпурным называют цвет, который более точно определяют именем маджента (так и по-английски, англ. magenta, а точнее — одним из стандартизованных оттенков из группы «оттенки цвета маджента», см. также психология восприятия цвета). Пурпурному соответствует оттенок 200 в системе цветов MS Windows. В системе красный-зелёный-синий пурпурный — цвет 2-го порядка (между красным и синим). В цветовом круге красный-жёлтый-синий насыщенный пурпурный вообще отсутствует, так как это неспектральный цвет, хотя могут быть его ненасыщеные оттенки, получаемые смешением красного, синего и фиолетового. На цветовом треугольнике или цветовом круге пурпурные оттенки занимают место между красным и фиолетовым.

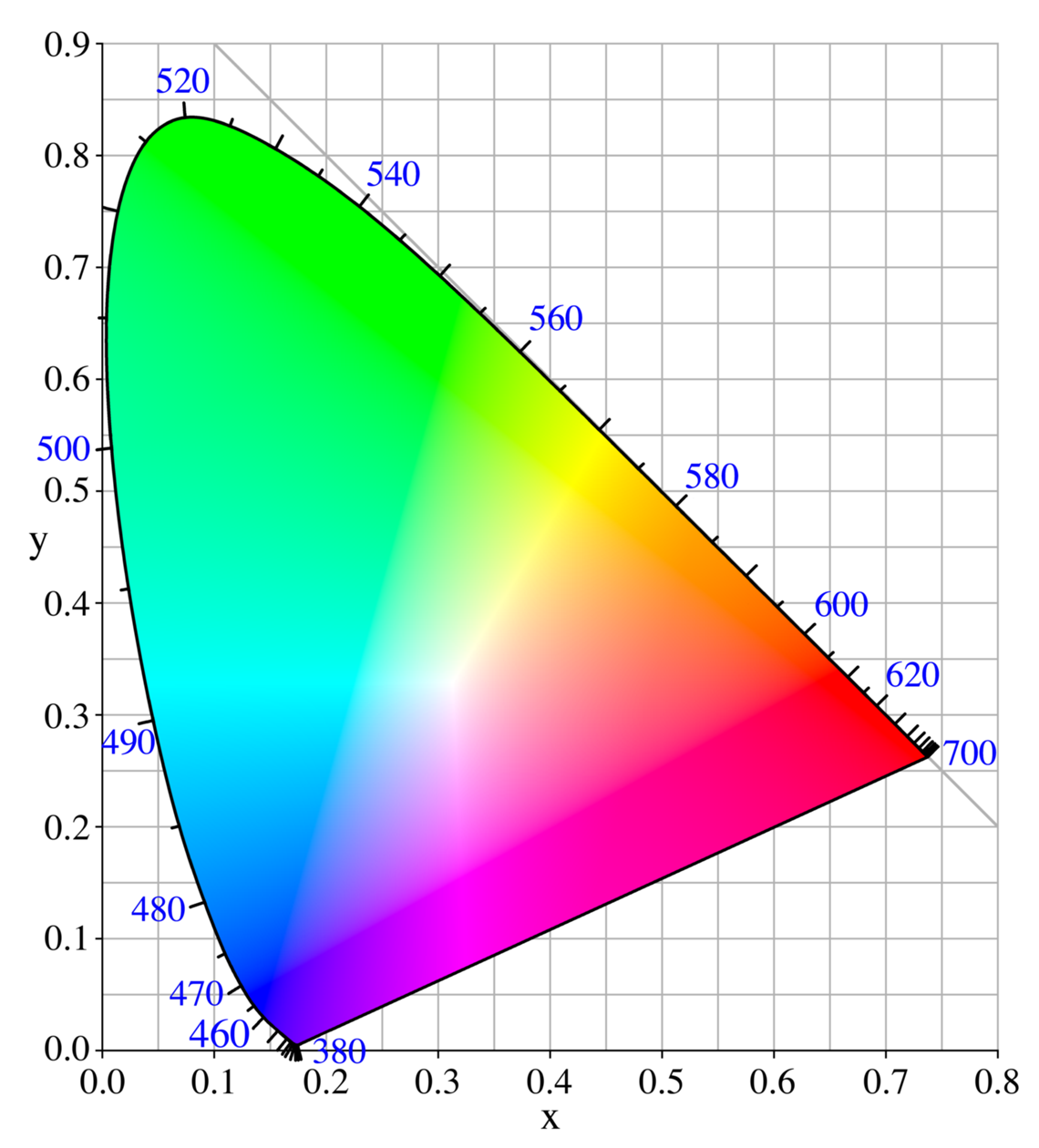
Нижняя, прямолинейная граница хроматической диаграммы определяет область пурпурных цветов, более узкая группа из которых — маджента.

Иногда пурпурный определяют как цвет дополнительный к зеленому и рассматривают как красный (тёмно-красный или ярко-красный) цвет с фиолетовым оттенком.
Межъязыковые соответствия:
| англ.        | рус.                                                                                             |
| violet       | фиолетовый как цвет                                                                              |
| purple       | фиолетовый как часть спектра, или конкретный оттенок фиолетового ближе к красной части спектра   |
| purple       | пурпурный только в контексте, когда речь идёт о некоем конкретном цвете, похожем на цвет пурпура |
| magenta      | пурпурный (как центральная часть неспектральных оттенков)                                        |
| dark magenta | пурпурный, лиловый (смесь спектральных оттенков)                                                 |
| amaranth     | лиловый, амарант, пунцовый (смесь спектральных оттенков)                                         |

Оттенки фиолетового цвета можно получить и смешением синего и красного спектров с превосходством синего (как это происходит на мониторах). В таком случае спектральный фиолетовый цвет будет получен неспектральным методом (без использования излучения его собственной спектральной частоты). Пурпурные же цвета (пурпурный, красно-фиолетовый, пунцовый) могут быть получены только таким методом, так как их условные частоты (длины волн) лежат за пределами видимого спектра.

## Образцы и эталоны пурпурного цвета
- Античный пурпур по окраске похож на кристаллы мурексида[5].
- Маджента — один из стандартных цветов системы CMYK (дополнительный к зелёному).

## История и этнография
С древних времён сохранилось почтительное внимание к лицам, которые могут позволить себе приобретать дорогие продукты — в том числе ценные красители: пурпур, лазурит, позже — кармин.
Поэтому, в частности, пурпур и порфир — древние символы власти, признаки царственности их обладателя. См. также Багрянородный.
Впервые цвет появился в Финикии и его добывали из моллюсков.

## Прочие исторические и литературные ассоциации
- В XIX веке Перкин синтезировал краситель мовеин (mauve) из каменноугольного пека (фотоген). Он быстро стал популярен и стимулировал развитие промышленности анилиновых красителей сначала в Германии (Перкин работал в Англии), а затем во всём мире.
- Американская военная медаль «Пурпурное сердце».
- Рок-группа Deep Purple.
- Рассказ О. Генри «Пурпурное платье».

## Галерея

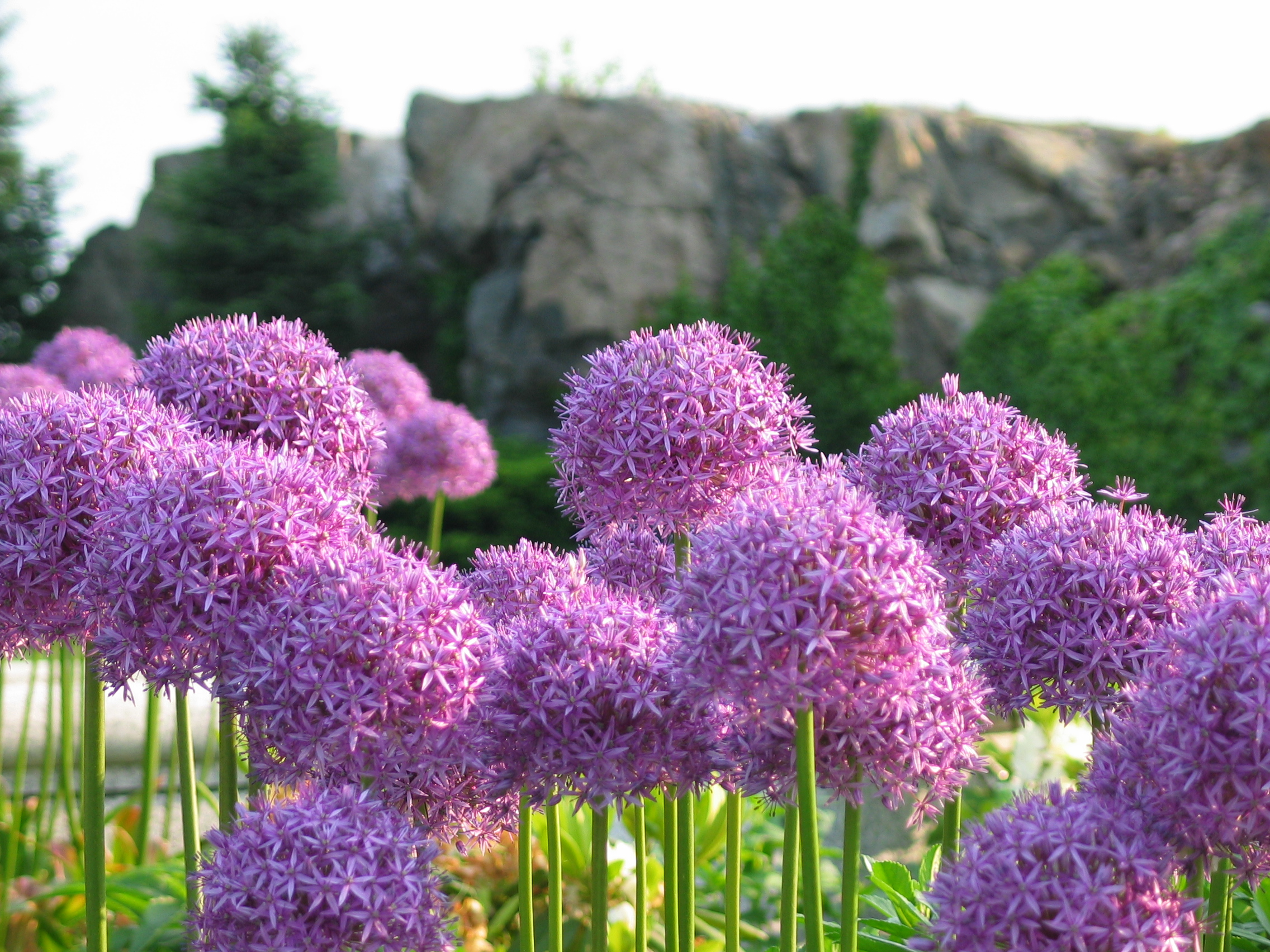
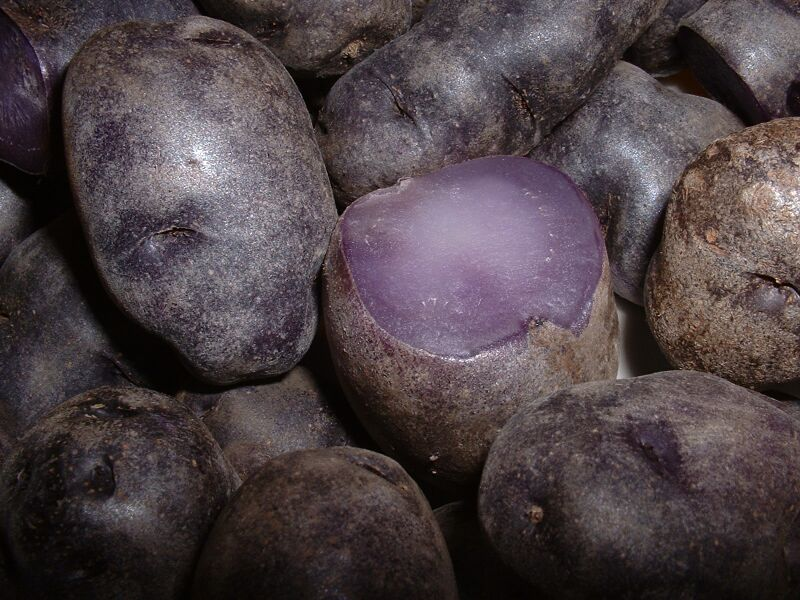
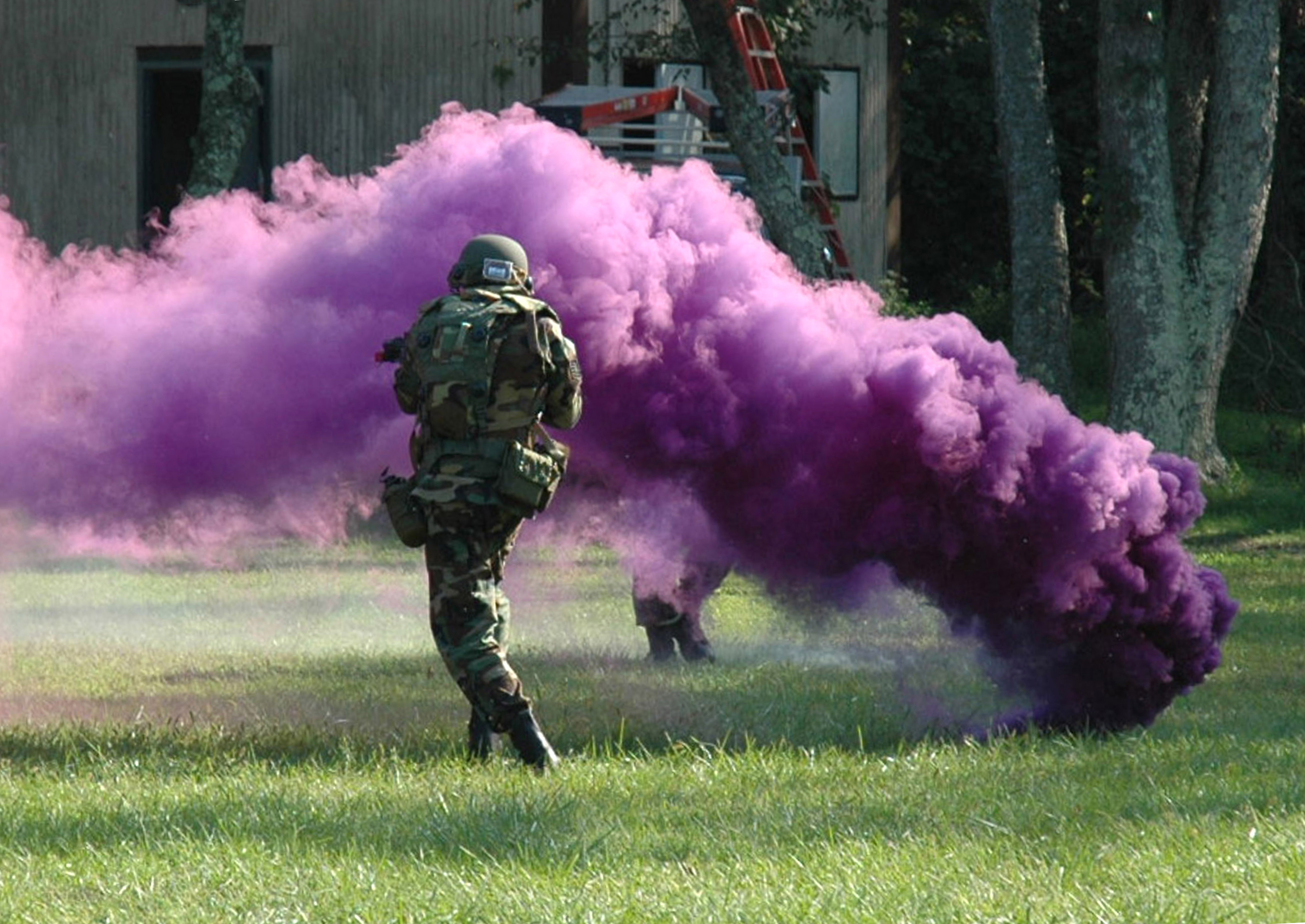
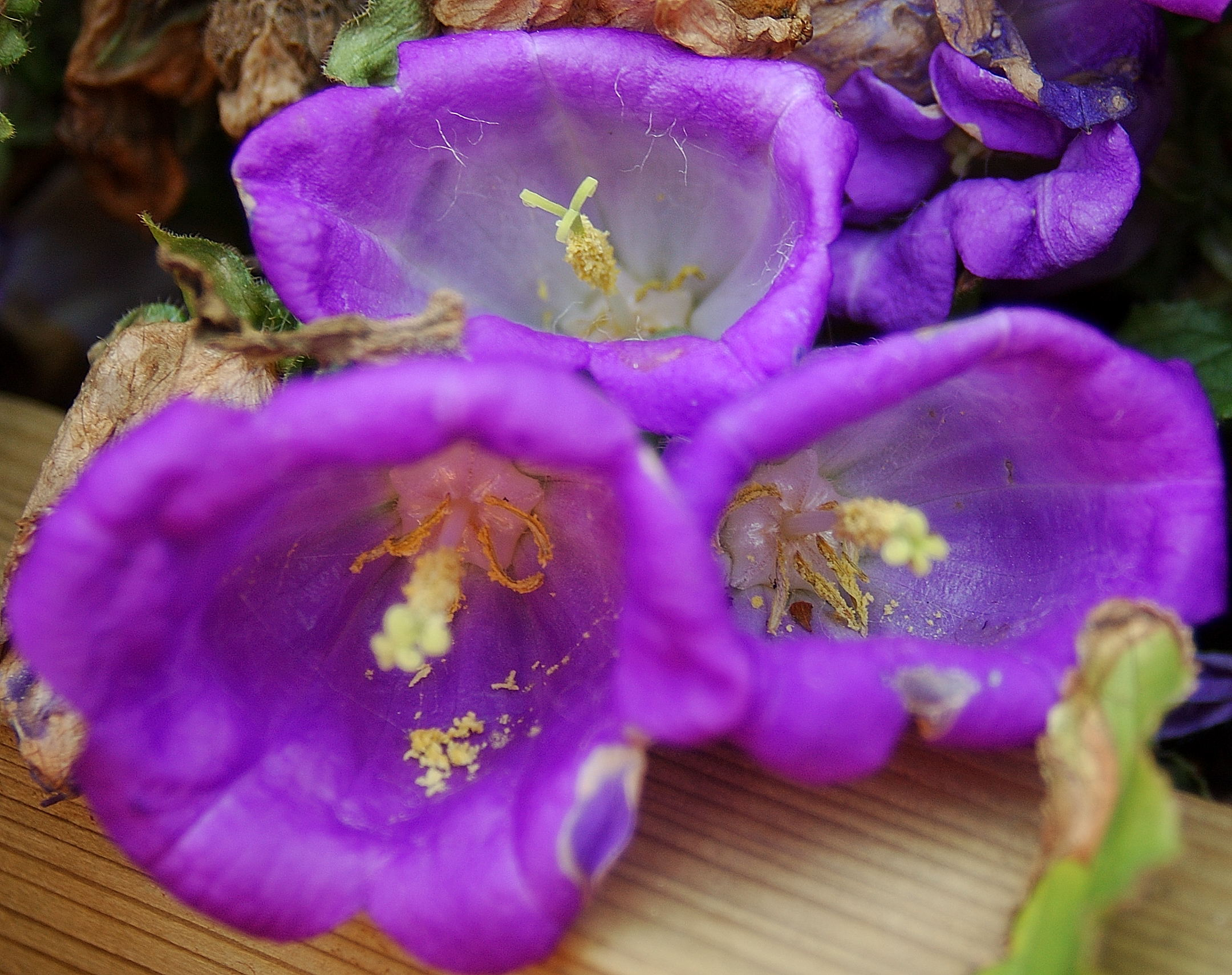
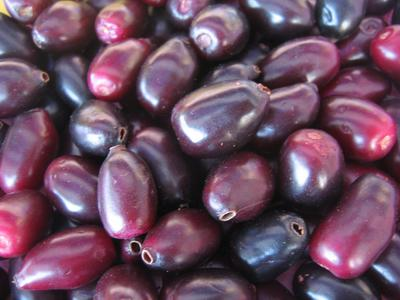
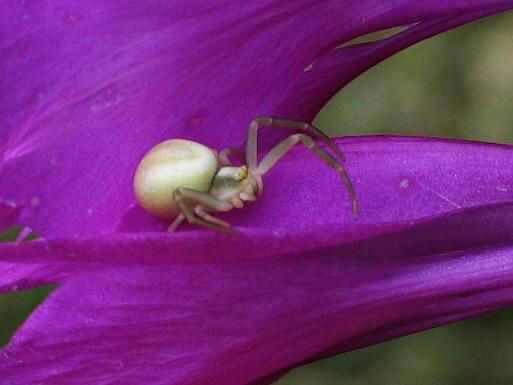
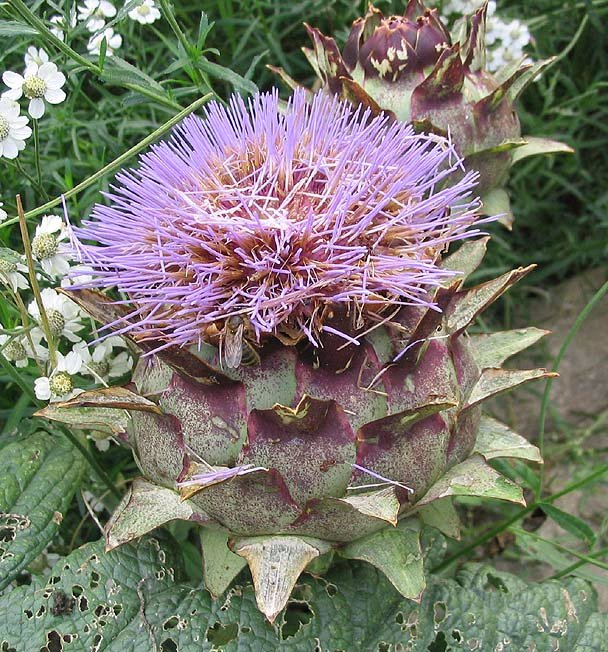